# 575
575 foi um ano comum do século VI que teve início e terminou a uma terça-feira, segundo o Calendário Juliano. a sua letra dominical foi F
| Ano completo                       |
| ---------------------------------- |
| Ano comum com início à terça-feira |

## Eventos
- 2 de Junho - É eleito o Papa Bento I.

## Nascimentos
- Papa Bonifácio V.
- Heráclio, imperador bizantino.

## Mortes
- Aécio de Amida.
- Sigeberto I, rei da Austrásia.